# 急速発症性性別違和
この項目は急速発症性性別違和（きゅうそくはっしょうせいせいべついわ、Rapid-onset gender dysphoria、略称ROGD）とそれに関する論争について記述する。
性別違和の亜型として提唱され、仲間からの影響や社会的伝染によって引き起こされると言われている急速発症性性別違和(ROGD)という概念については論争がある。
ROGDは有効な診断名として主要な専門家団体によって認められておらず、信頼できる科学的証拠の欠如、研究手法の重大な問題、既存の性別違和へのヘルスケアに汚名を着せて害をもたらす可能性から、専門家や学術機関によってこの用語の使用は推奨されていない。
マウントサイナイ医科大学アイカーン校の非常勤助教授であったリサ・リットマンは、2016年に3つの反トランスのウェブサイトで、自分たちの10代の子供が突然性別違和を示し、他の友人たちがそうであるように自身がトランスジェンダーであると認識し始めたと考える親を対象にしたオンライン調査を行い、ROGDの概念を作り出した。リットマンは、性別違和の急激な発症は、他の精神疾患に対する「社会的なコーピングメカニズム」である可能性があるとした。
2018年8月、リットマン（当時はブラウン大学公衆衛生大学院の診療助教授）はPLOS Oneに記述研究を発表した。この研究の手法と結論に対する批判が一部の臨床医、研究者、トランスジェンダー活動家から出され、発表から2週間後、PLOS Oneは論文の出版後レビューを開始すると発表し、同日、ブラウン大学はこの研究を宣伝するプレスリリースを撤回した。この論文をめぐり、研究の方法論や仮説の妥当性、学問の自由に関する懸念について、大きな議論がまきおこった。
2019年3月、同誌は査読を終了し、リットマンの修正・訂正版を再掲載した。2022年、リットマンは、研究で行ったROGDの概念を支持しつつも「すべての性別違和の症例に適用されるわけではない」、「移行によって誰も得をしないということを意味するわけではない」と付け加えた。
2021年、アメリカ心理学会と数十の専門家・学術団体を含む連合は、信頼できる科学的根拠がないことを理由に、ROGDと「類似の概念」を診断や臨床の場で使用しないよう求める声明を発表した。声明はまた、親や臨床医を対象としたROGDにまつわる誤情報の拡散や、米国でトランスジェンダーの青少年の権利を制限する法律を正当化するためにこの概念が使用されていることを批判した。

## 歴史
急速発症性性別違和（Rapid-onset gender dysphoria：ROGD）とは、「思春期や成人期早期に突然トランスジェンダーであることをカミングアウトすることを特徴とする、トランスジェンダーの若者の新しい臨床的サブグループ」という仮説を説明するために使われる用語である。
マウントサイナイ大学アイカーン医科大学の非常勤助教授であったリサ・リットマンは、同じ友人グループにトランスジェンダーと名乗り始めたティーンエイジャーが数人いることに気づいた後に、青年や若年成人の性別違和における社会的伝染の可能性に興味を持つようになった。
この言葉が最初に登場したのは、2016年7月、アンチ・トランスなブログに投稿された、子供が「性別違和の突然の、あるいは急速な発症」を示した場合、調査アンケートに回答するよう親に求める告知だった。合計で3つのウェブサイトが告知を掲載した。最初の2つのサイト（4thWaveNowとTransgender Trend）は「子どもがトランスジェンダーであることを探求していることを心配する親が集まる場所」であり、3つ目のYouth TransCritical Professionalsは会員専用サイトだった。生命倫理学者のフローレンス・アシュレイは、前者を「トランスジェンダーの若者に対するジェンダー肯定的ケアに反対することに専念」、後者2つを「トランス・イデオロギー」と呼ぶものに反対することに専念していると評している。

### 元の論文
この研究の原題は「Rapid-onset gender dysphoria in adolescents and young adults： A study of parental reports 」であり、2018年8月にPLOS Oneに掲載された。リットマンのこの研究のポスター抄録は2017年2月に発表され、タイトルに「急速発症性性別違和」という表現が使われた。
この研究は、4thWaveNow、Transgender Trend、Youth TransCritical Professionalsという3つの反トランスのウェブサイトから募集した両親を対象としたオンライン調査への256人の回答に基づいているが、リットマンはこの3つのサイト以外にも広く調査を配布するよう勧めたという。この調査では、「自分の子供が突然あるいは急速に性別違和を発症した」と考えている親を対象とした。
リットマンの研究では、親が報告した子どもの仲間集団の力関係、ソーシャルメディアの利用、過去の精神衛生上の問題についての情報を報告した。リットマンは、ROGDの発症は、トラウマによるうつ病や不安障害など、他の障害の「社会的コーピングメカニズム」である可能性があるとした。
この発表はすぐに議論を巻き起こした。ブラウン大学（当時リットマンが在籍）はこの研究に関するプレスリリースを発表した後、ウェブサイトから削除した。この研究を掲載したPLOS Oneは出版から2週間後に、研究の手法と分析のあり方について出版後レビューを開始すると発表した。

### 主な批判
この論文はすぐに、ヘルスケアの研究者やトランスジェンダー活動家から批判を浴びた。この研究に対する主な批判は、インタビューされたのは両親だけであること、その両親を募集するために使われたウェブサイトの偏り、そして性同一性障害やトランスジェンダー・アイデンティティが「社会的に伝染する」可能性を示唆していることである。もうひとつの主な懸念は、ROGDの研究がトランスジェンダーのヘルスケアに反対する人々に弾みをつけるために政治的に利用されていることである。

### 出版後レビューと訂正
2019年3月、PLOS Oneは出版後の査読を完了し、リットマンの修正版の論文が3月19日に出版された。同誌のブログで、PLOS Oneの編集者Joerg Heberは、前回の査読と出版についてトランスおよびジェンダーバリアントのコミュニティに謝罪し「研究の目標、手法、結論を含め、出版されたバージョンでは、研究の枠組みが不適切で、これらを修正する必要があった 」と述べた。ヘバーは、ROGDという仮説の病態は「まだ臨床的に検証されていない」と指摘している。
リットマンは「急速発症性性別違和（ROGD）は、現時点では正式なメンタルヘルス診断ではない」とし、次のように述べた。
親の観察と解釈に関するこの研究は、急速に発症する性別違和について、社会的影響、親子間の葛藤、不適応な対処メカニズムが、個人によってはその一因であるかもしれないという仮説を展開するのに役立つ。... 本報告は、青年・若年成人（AYAs）や臨床医からデータを収集していないため、現象を検証するものではない。
PLOS Oneの編集者は「訂正された論文は、臨床的に検証された現象や診断指針ではなく、親による観察の報告であるとして、より良い文脈を提供するようになった」と書いた。ジャーナルを代表してヘバーは「このような状況でこのように科学的記録を訂正することは、責任ある出版の証である」とし、「提示された結論が、その元の研究の分析とデータによって本当に裏付けられているかどうかを明らかにする」ためにさらなる精査を求めた。PLOS Oneが発表した正式なコメントの中で、学術編集者で社会心理学の教授のアンジェロ・ブランデッリ・コスタは「リットマン博士の研究が生み出した証拠レベルでは、医学的・社会的な性別肯定要求の提示時期に関する新たな診断基準を生み出すことはできない」「まだ臨床的に検証されていない性別違和の潜在的な新しいサブカテゴリーを生成するためには、まだいくつかの手順を採用する必要がある」 とした。
リットマンは自分の論文は「すべての性別違和のケースに当てはまるわけではない」「移行によって誰も得をしないということを意味するものではない」と述べ、より多くの研究が必要であるという結論も含め、自身の主張のコアの部分については固持する姿勢を表明している。

## 反応

### 関連組織
PLOS Oneが出版後レビューの開始を発表した同日、ブラウン大学はこの論文について以前に掲載したプレスリリースを削除した。批判に対してブラウン大学のクリスティーナ・パクソン学長とリチャード・M・ロック・プロボーストは、学問の自由を侵害したわけではないとし、「最高水準の卓越性を揺るぎなく満たす研究のみを公表する」というブラウン大学の公約から、PLOS Oneが問題の論文について調査を開始した後、ブラウン大学はプレスリリースを撤回する必要があったと述べた。彼らは「研究デザインと方法について懸念が提起されたことを考えると、最も責任ある行動は、今回発表された研究の公表を中止することでした。論文のトピックに関係なく、私たちはこれを行っただろう」と述べた。

### 学問領域
ROGDの研究に対するいくつかの批判が、査読付き学術誌に掲載されている。2020年にはThe Sociological Review誌上で、生物倫理学者のフローレンス・アシュレイは、この研究は性別移行のためのヘルスケアを支持する既存の研究を阻止する試みであると述べた。社会学者のナタチャ・ケネディとビクトリア・ピッツ＝テイラーは、『Journal of LGBT Youth and Sexualities』誌に掲載された2020年の2本の別々の論文で、ROGDをモラル・パニックと評し、トランスの若者はしばしば親にカミングアウトするずっと前から自分のアイデンティティに気づいていると主張した。
PLOS Oneが訂正された研究を発表した直後、元の研究の方法論に対する批判がArchives of Sexual Behaviorに掲載された。著者のアルジー・レスターは、リットマンの研究は手法に致命的な欠陥があると主張した。まず「自分の子供がトランスジェンダーだと信じないよう親に伝えていることで知られた」3つのウェブサイトの利用者だけをサンプルに選んだこと、その結果、調査対象者の4分の3が子供の性自認を拒否していたこと、回答者の91％が白人、82％が女性、66％が46歳から60歳であったことなどが挙げられる。彼女は、この調査はほとんどが「自分の子どもがトランスであることについて強い反対信念を持つ白人の母親」で構成されており、リットマンの調査回答がトランスの若者や若年成人全体を代表しているという証拠はほとんどないと書いている。これに対し、編集者への手紙の中で、リットマンは、彼女の方法論は性同一性肯定医療を支持する広く引用された研究で論争なく使用されてきたものと一貫していると反論した。
2022年、トランスジェンダーやジェンダーの多様性に関わる医療従事者のための臨床ガイダンスを提供している世界トランスジェンダー・ヘルス専門家協会（WPATH）の標準ケア第8版（SOC-8）は、この研究を手法的に問題があるとして批判した。この研究は、ジェンダー肯定ケアに懐疑的なコミュニティから集められたトランスジェンダーの若者の親に焦点を当てているため、性別違和の発症要因として考えられる社会的影響を立証することが困難であり、この研究結果は他の研究者によっても再現されていないとしている。
SAGEの Encyclopedia of Trans Studies（トランス研究百科事典）は、ROGDを「反トランス理論」とし、トランスであることは精神障害ではないとするWPATH、アメリカ精神医学会、世界保健機関（WHO）などの組織とは異なり性別違和やトランスジェンダーであることを伝染病になぞらえ「研究手法の原則に背いて病理化するためのフレームワークや用語を用いている」「この研究の基本的な前提、無作為抽出の欠如、募集プロセスにおける自己選択バイアス、データ収集手順など、あらゆる段階でバイアスが存在し多くの重大な点で根本的な欠陥がある」とした。さらに、両親にとっては子供の性同一性の発達が突然であったと信じていたかもしれないが、データは青少年自身から収集されたものではないため、リットマンの研究ではこれらの人々が単に早い時期に自分の性同一性を明らかにしないことを選択したかどうかを確認することはできない、とした。
MIT Technology Review誌によれば「ROGDのようなものについての理論や噂は、論文が発表される前からネット上で静かに広まっていたが、リットマンの記述的研究はその概念に正当性を与えた。ROGD論文は反トランスの狂信者たちによって資金提供されたわけではない。しかし、悪意を持った人々が自分たちの意見を後押しする科学を探し求めていたまさにその時に、この論文は届いたのである」と述べられている。

### 専門家のコメント
PLOS Oneに掲載されたオリジナルの報告を受けて、世界トランスジェンダー・ヘルス専門家協会（WPATH）は、提案されている臨床現象について公式声明を発表し、この用語はどの専門家団体にも認められておらず、DSMや国際疾病分類にも掲載されていないと述べた。WPATHは「この用語は、提案された臨床現象を説明するために作られた略語に過ぎず、査読を受けた更なる科学的調査によって今後正当化されるかどうかはわからない」とした上で、検閲のない学問の自由と科学的探求の必要性を確認し、思春期におけるジェンダー・アイデンティティの発達に寄与する要因については、まだ多くのことが知られていないとした。また思春期の若者がトランスジェンダーであることをカミングアウトする方法や時期について、専門家や一般大衆に影響を与える可能性のある「公式に聞こえるラベル」を使用することは時期尚早であり、不適切であると述べた。WPATHは、スタンダードなケア基準に沿って個々人が状況に適した適切な治療を受けることが妨げられたり、抑止したりすることを目的として、青少年がトランスジェンダーである可能性について恐怖心を抱かせるいかなる用語の使用に対しても警告を発すると結論づけた。
トランスジェンダー医療に携わる44人の専門家からなるGDA（Gender Dysphoria Affirmative Working Group）は、サイコロジー・トゥデイ誌に公開書簡を送り、この研究には複数のバイアスと方法論の欠陥があり、「トランスジェンダーの若者に対して公然と敵対的なウェブサイト」から被験者を抽出し、ROGDの存在を前提とする両親の信念に基づいて結論を出しているとして、以前発表された批判を引用した。GDAは、リットマンが10代の若者たちにインタビューをしていないことを指摘し、10代の若者はカミングアウトを遅らせることが多いため、両親から見た発症が「急速」であっただけかもしれないと述べた。
2021年、the Coalition for the Advancement and Application of Psychological Scienceは声明を発表し、ROGDに関する健全な経験的研究はなく、臨床科学の標準である厳格な査読プロセスを経ていないとして、ROGDという概念を臨床や診断の使用から排除することを求めた。声明はまた、ROGD という用語はトランスジェンダーの人々に汚名を着せ、害を与える可能性が高く、ROGDにまつわる誤情報は、トランスジェンダーの若者の権利を抑圧する法律を正当化するために使用されているとしている。この声明には、アメリカ心理学会、アメリカ精神医学会、行動医学会、その他数十の専門家や学術団体が署名している。

## その後の調査
2021年11月にJournal of Pediatrics誌に掲載されたBauerらによる研究では、性別違和の急速発症経路を示す証拠があるかどうかを評価するために、カナダのトランスジェンダーの青年173人のコホート調査を行った。著者らは、思春期の青年が性別違和を呈するのは一般的であるが、多くの場合、患者はより幼い頃から性別違和を自覚していたと述べている。著者らは、性別を自覚する時期が遅いこと（「急激な発症」）と、メンタルヘルス上の問題、親のサポートの欠如、オンラインおよび/またはトランスジェンダーの友人からの高レベルのサポートを含む他の因子との間に関連性があるかどうかを確認しようとしたが、「急激な発症」とメンタルヘルスの問題、親からのサポートの欠如、オンラインまたはトランスジェンダーの友人からの強力なサポートの間に相関は認められなかった。相関が認められたのはリットマンの研究によって示唆されたのとは逆の方向であった。例えば、自分の性別に不満を抱いていた期間が長いトランスジェンダーの青少年は、不安に悩まされる可能性が高く、マリファナを誤用する可能性が高かった。著者らは、「急速発症性性同一性障害」が明確な臨床現象であることを示す証拠は見つからなかったとした。
2022年8月にPediatrics誌に掲載された研究では、2017年と2019年の米国における出生時男性に割り当てられた（AMAB）トランスの若者と、出生時女性に割り当てられた（AFAB）トランスの若者の比率を分析することによって、出生時女性に割り当てられた（AFAB）若者が「社会的伝染」としてトランスジェンダーのアイデンティティを主張するようになっているのか調査した。調査の結果、両年ともAFABの若者よりもAMABのトランスの若者の方が多く、2017年から2019年にかけてトランスの若者全体の数は減少し、AFABの若者は時間の経過とともに相対的に増加したが、これはAFABの若者の増加よりもAMABの若者の減少によるものであることがわかった。
2023年、シュプリンガー社は『Archives of Sexual Behavior』に掲載されたディアスとベイリーによるROGD仮説に関する論文を「インフォームド・コンセントの欠如に関する懸念のため」撤回した。これは、多くの研究者やLGBTQ団体によって署名された公開書簡に続くもので、ベイリーの論文はIRB（施設内審査委員会）の承認を得ていないとして、同誌の掲載を批判し、同誌編集者のケネス・ズッカーの交代を要求した。批評家たちはまた、この論文は反証を無視し、代表的でない参加者のサンプルに基づいていると主張した。